# Ялань
Ялань — деревня в Енисейском районе Красноярского края России. Входит в состав Плотбищенского сельсовета.

## География
Деревня находится в юго-восточной части района, на левом берегу реки Бобровки (приток Кеми), на расстоянии приблизительно 16 километров (по прямой) к юго-западу от города Енисейска, административного центра района. Абсолютная высота — 108 метров над уровнем моря.

### Уличная сеть
В деревне шесть улиц.

### Климат
Климат характеризуется как резко континентальный, с морозной продолжительной зимой. Средняя температура самого тёплого месяца (июля) составляет 24,4 °С (абсолютный максимум — 37 °С). Средняя температура самого холодного месяца (января) — −27,7 °С (абсолютный минимум — −59 °С). Среднегодовое количество атмосферных осадков составляет 460 мм. В тёплый период года (с апреля по октябрь) выпадает около 77 % осадков.

### Часовой пояс
Деревня Ялань находится в часовой зоне МСК+4. Смещение применяемого времени относительно UTC составляет +7:00.

## История
Основана в 1600 году.
По данным 1926 года в населённом пункте имелось 168 хозяйств и проживало 634 человека (284 мужчины и 350 женщин).  В административном отношении являлось центром Яланского сельсовета Енисейского района Красноярского округа Сибирского края.

## Население
| 2010 |
| ---- |
| 40   |

### Гендерный состав
По данным 1926 года проживало 284 мужчины и 350 женщин.
По данным Всероссийской переписи населения 2010 года в гендерной структуре населения мужчины составляли 45 %, женщины — соответственно 55 %.

### Национальный состав
По данным 1926 года в национальном составе населения преобладали русские.
Согласно результатам переписи 2002 года, в национальной структуре населения русские составляли 90 % из 73 чел.

## Известные уроженцы, жители
Василий Иванович Аксёнов — русский писатель. 
В 1909 году в селе Ялань находился в ссылке революционер Александр Григорьевич Шлихтер, будущий нарком продовольствия РСФСР.